# Брје (Ајдовшчина)
Брје (словен. Brje, итал. Bria dei Furlani је брдско насеље на левој обали реке Випава у општини Ајдовшчина у покрајини Приморска која припада Горишкој регији у Републици Словенији. Насеље се налази на надморској висини од 167,3 метра, 20,3 км од италијанске границе и на 10,5 км од Ајдовшчине. Површина насеља је 5,34 км², на којој живи 382 становника.
На левој обали реке Випаве налазе се Випавска брда. Разноврсно земљиште ствара сликовит крајолик са значајним пољопривредним подручјима и насељима. Скоро свако брдо има свој заселак. Брје има 12 од тих заселака који се зову: Касовље, Нечилец, Мост, Кодрови (итал. Codrovi), Печенкови (итал. Pecenchi/Pencecovi), Михељи (итал. Micheli), Мартини (итал. Martini), Можини (итал. Mussini/Mozini), Цинки (итал. Cinchi), Фурлани (итал. Furlani) и узводно заселак Свети Мартин (итал. San Martino) и Жуљи (итал. Zuli).
Највиша тачка у засеоку Свети Мартин ја црквица Светог Мартина а у засеоку Мартини, је црква посвећена словенским апостолима Ћирилу и Методију.